# Вейн-Лейкс (Огайо)
Вейн-Лейкс (англ. Wayne Lakes) — селище (англ. village) в США, в окрузі Дарк штату Огайо. Населення — 693 особи (2020).

## Географія
Вейн-Лейкс розташований за координатами 40°1′18″ пн. ш. 84°39′46″ зх. д. / 40.02167° пн. ш. 84.66278° зх. д. (40.021720, -84.662868).  За даними Бюро перепису населення США в 2010 році селище мало площу 1,68 км², з яких 1,37 км² — суходіл та 0,31 км² — водойми.

## Демографія
Згідно з переписом 2010 року, у селищі мешкало 718 осіб у 304 домогосподарствах у складі 214 родин. Густота населення становила 427 осіб/км².  Було 346 помешкань (206/км²).
Расовий склад населення:
| - 98,2 % — білих - 0,7 % — чорних або афроамериканців - 0,1 % — корінних американців |

До двох чи більше рас належало 0,8 %. Частка іспаномовних становила 0,4 % від усіх жителів.
За віковим діапазоном населення розподілялося таким чином: 20,3 % — особи молодші 18 років, 63,8 % — особи у віці 18—64 років, 15,9 % — особи у віці 65 років та старші. Медіана віку мешканця становила 43,6 року. На 100 осіб жіночої статі у селищі припадало 97,8 чоловіків;  на 100 жінок у віці від 18 років та старших — 99,3 чоловіків також старших 18 років.
Середній дохід на одне домашнє господарство  становив 46 511 долар США (медіана — 41 058), а середній дохід на одну сім'ю — 53 067 доларів (медіана — 49 821). Медіана доходів становила 45 192 долари для чоловіків та 30 500 доларів для жінок. За межею бідності перебувало 11,3 % осіб, у тому числі 23,7 % дітей у віці до 18 років та 4,9 % осіб у віці 65 років та старших.
Цивільне працевлаштоване населення становило 298 осіб. Основні галузі зайнятості: виробництво — 32,2 %, освіта, охорона здоров'я та соціальна допомога — 23,5 %, роздрібна торгівля — 9,1 %, мистецтво, розваги та відпочинок — 5,7 %.